# Василівський чоловічий монастир
Василівський чоловічий монастир — чоловічий і жіночий православний монастир в селі Микільське Волноваського району Донецької області збудований в 1998—2000 роках, контролюється УПЦ МП.
Старожили розповідають, що виникнення в Микільського монастиря передрекла одна з черниць кримського Параскевинського монастиря. Пророцтво свідчило, що монастир в Микільському буде споруджений після приходу ченця.

## Історія

### Передісторія виникнення
До 1959 року село Микільське, де розташований монастир, складалося з двох сіл — Микільського і Василівки, в кожному з яких були свої храми:
- у Микільському — двоголовий храм на честь Миколая Чудотворця (споруджений в 1911 році);
- у Василівці — храм з дев'ятьма куполами на честь Василія Великого (побудований в 1912 році). Останній був прикрашений унікальним фаянсовим іконостасом, вартість якого на ті часи досягала чотирьох тисяч рублів золотом.

Микільська церква до наших днів не збереглася: після Жовтневого перевороту 1917 року вона була майже повністю зруйнована і довгий час використовувалася як зерносховище. У Василівському храмі, що пережив важкі часи в роки революції і громадянської війни, богослужіння поновилися в 40-х роках. Друге життя обидві обителі знайшли з призначенням настоятелем Василівського приходу ігумена Саватія, широко відомого в народі як схимандрит Зосима.

### Схимандрит Зосима
Схимандрит Зосима (в миру Іван Олексійович Сокур) появився в Микільському в 1986 році. Сюди його відправили в заслання. Влада надіялась, що сюди до нього буде їздити менше людей.
Перед ним відкрилась страшна картина занепаду церковної території:
|  | Прямо біля входу туалет та сміттєзвалище, церковний двір заріс бур'яном. Храм у занепаді, напівзруйнований — страшно було зайти... Біля храму горілий дерев'яний сарай — будинок священика, вікна вросли в землю, в середині миші та пацюки. |

 — згадувала схимонахиня Фамаїда.
Вже до осені 1987 року церковний двір був приведений в порядок: скрізь була чистота та порядок, за літо побудували хрестилку, трапезну, в храмі з'явився новий іконостас.

В першу чергу була збудована паломницька трапезна — «будинок блаженної Ксенії»: 
|  | Спочатку накормити людину, обігріти, а потім вже мирна бесіда про спасіння душі |

 — говорив сам Старець.
Для особистих розмов людей Батюшка приймав в хрестилці — кімнаті для хрещення, що була в будинку священика.

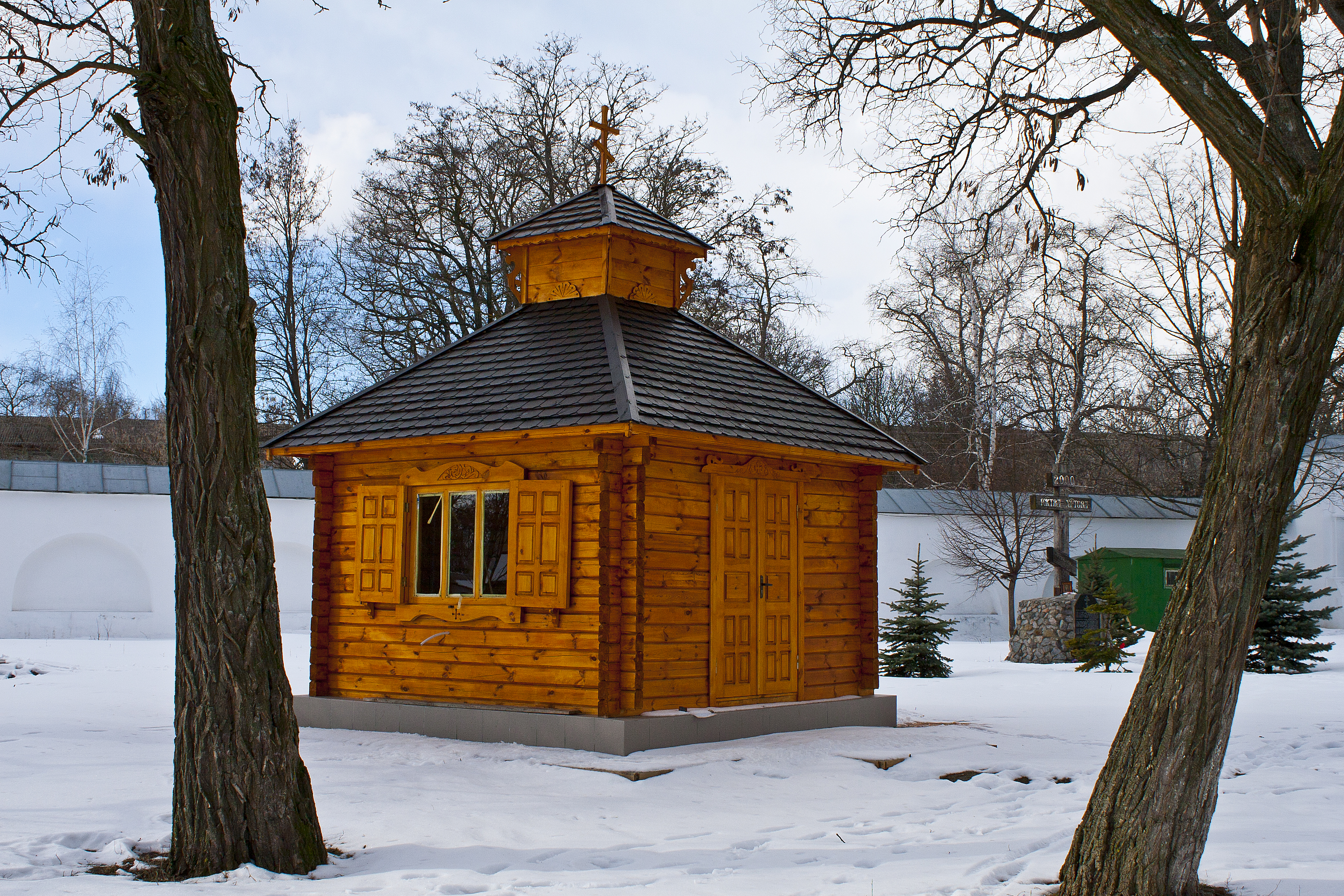
Хрестильня

В Свято-Василівському храмі було зібрано понад 200 частинок святих мощей Божих угідників із усього православного світу. Також було багато ікон з частинками святих мощей: преподобного Серафима Саровського, великомученика і цілителя Пантелеймона, великомученіці Варвари, святителя Йосафа Білгородського, Оптинських Старців, преподобного Йоана Святогірського та багато інших. Сам Зосима найбільш вшановував ікони: Божої Матері «Скоропослушниця», святого великомученика і цілитиля Пантелеймона і святого праведника Йоана Кронштадського.
Біля Свято-Василівського храму був виритий колодязь, який освятили в честь Зосими і Саватія Соловецьких. На ньому схиархімандрит Зосима здійснював водосвятні молебни, після чого гірка та солона вода, яку не можливо було пити стала солодкою та приємною на смак. Паломники беруть цю воду, як святиню.
В ті часи Зосима зібрав у себе хворобливих стариків, побудувавши для них Будинок Милосердя. До заснування монастиря богодільня знаходилась в старому корпусі зліва за вівтарем Василівського храму, а при будівництві монастиря для неї вистроїли новий двоповерховий корпус з храмом Сампсона Странноприїмця на першому поверсі, трапезними богадільні та для паломників, кабінетами для сестер милосердя.

### Будівництво монастиря

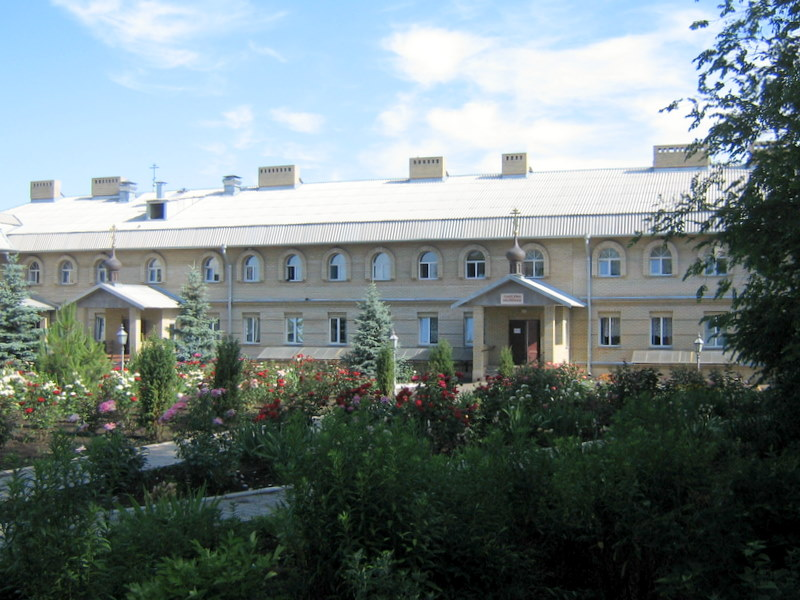
Нова двоповерхова богодільня і трапезна

Будівництво розвернулося в 1998 році, коли вже хворий на той момент отець Зосима вирішив побудувати в селі два монастирі: чоловічий і жіночий. За короткий час було зведено декілька житлових корпусів, трапезний храм на честь Всіх святих землі Руської і богодільня на сто чоловік.
У 2001 році сестринській громаді був наданий статус Свято-Успенського Миколаївського монастиря, а в 2002 році зареєстрований Свято-Успенський Василівський чоловічий монастир. Монастирі стали місцем паломництва тисяч прихильників православної віри. Сюди йдуть поклонитися чудотворній іконі Матері Божої «Скоропослушниці» і помолитися над усипальнею отця Зосими.
У обителі до цього дня продовжується будівництво. У 2003 році були побудовані надворотня церква з дзвіницею на честь Іверської ікони Божої Матері, каплиці святителя Миколая Чудотворця і святителя Василія Великого. Тоді ж почалося зведення Успенського собору — зменшеної копії Успенського собору в Москві.